# 奧爾森峰 (希拉里海岸)
奧爾森峰（英語：Olson Peaks），是南極洲的山峰，位於希拉里海岸，處於蘭基斯特角以西7公里的貝爾托里奧冰川北岸，海拔高度1,335米，美國地質調查局根據測量和美國海軍拍攝的空中照片繪入地圖，現時由南極條約體系管理。